# Religión tracia

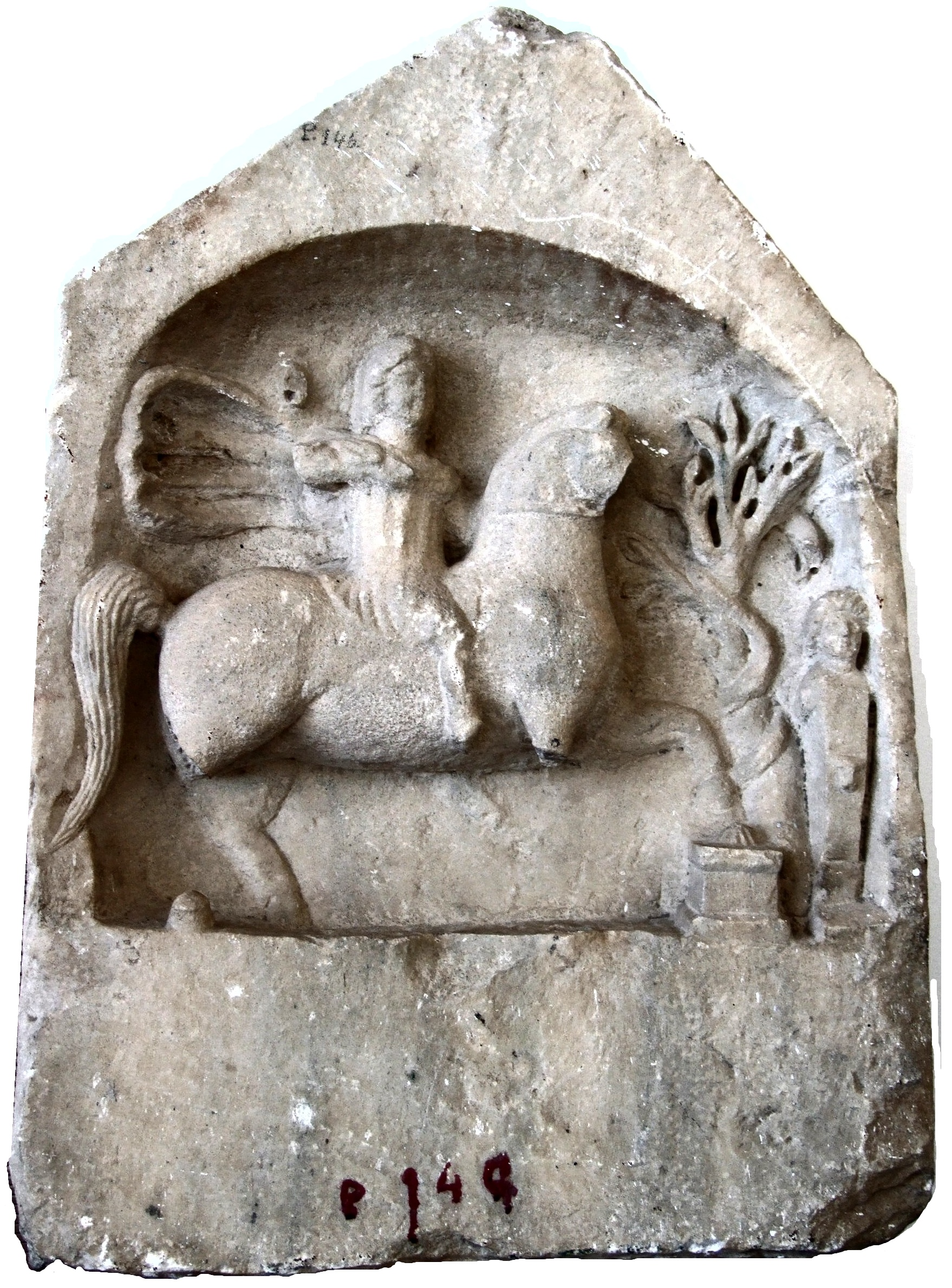
El culto del "jinete tracio" se extendió en gran parte de los Balcanes durante el período romano.

La religión tracia incluye las prácticas religiosas de los tracios. Se sabe poco sobre su mitología y rituales, pero algunos de sus dioses están representados en estatuas o descritos en fuentes griegas.

## Cultos

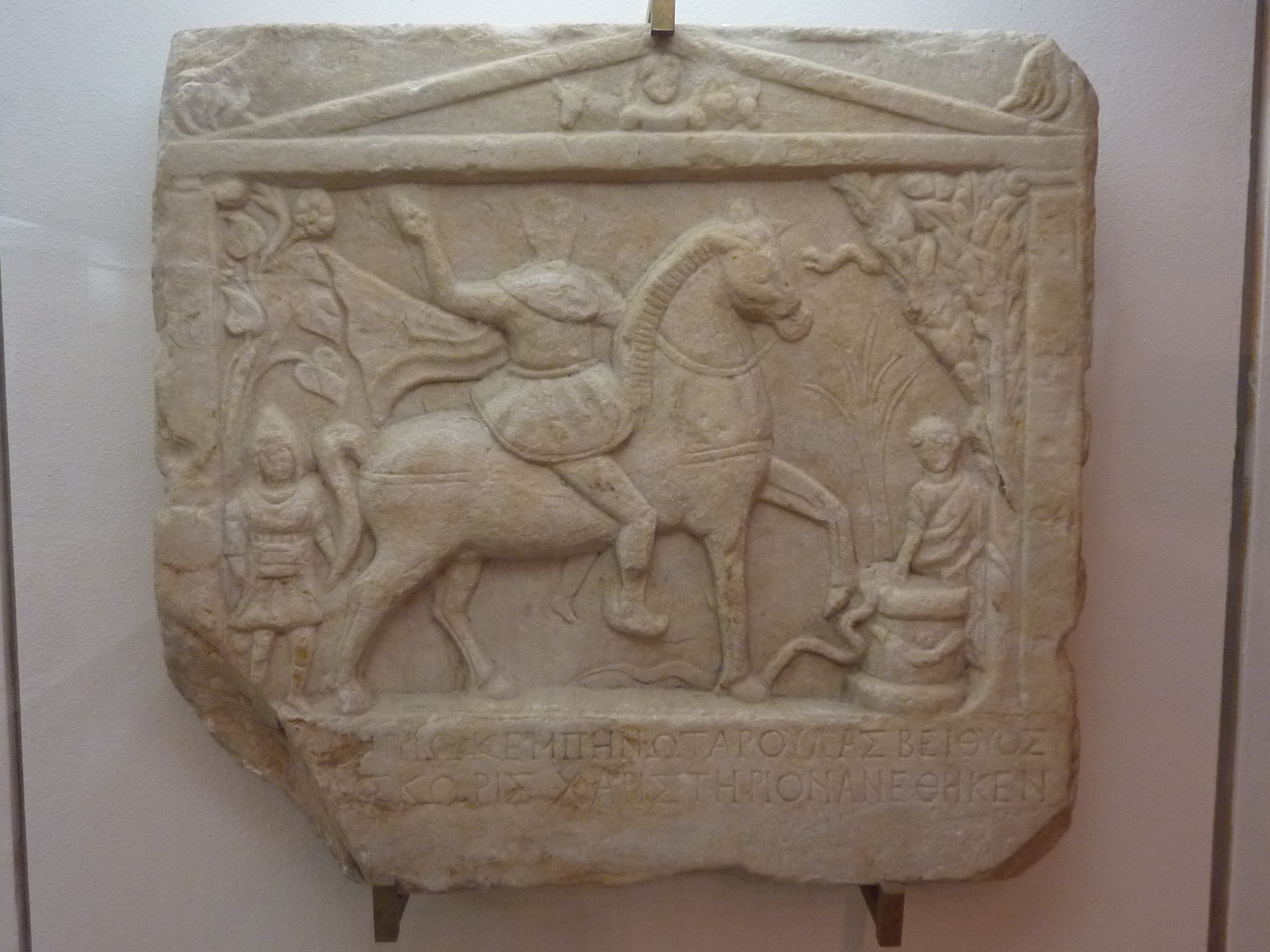
El "Jinete Tracio" con leyenda en griego.

Un notable culto, atestiguado desde Tracia a Moesia y Escitia Menor, es el del "Jinete tracio", también conocido como el "Héroe Tracio", en Odeso (Varna) atestiguado por un nombre tracio Heros Karabazmos, un dios del inframundo usualmente representado en las estatuas funerarias como un jinete que mata a una bestia con una lanza.

## Deidades
Las deidades tracias conocidas son:

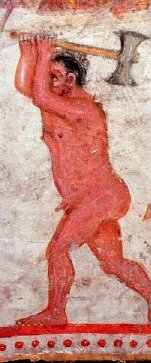
Detalle del fresco principal de la tumba tracia de Aleksandrovo. La figura se identifica con Zalmoxis.

- Sabacio, el reflejo tracio de Dieus protoindoeuropeo, identificado con Heros Karabazmos, el "jinete tracio". Ganó una amplia importancia especialmente después de la conquista romana. Después de la adopción del cristianismo, el simbolismo de Heros continuó como representaciones de San Jorge matando al dragón (compárese con Uastyrdzhi/Tetri Giorgi en el Cáucaso).[2]
- Zibelthiurdos (también "Zbelsurdos", "Zibelthurdos"): un dios reconocido como similar al griego Zeus como poseedor de relámpagos y rayos.
- Cotis ("Cotys", "Cotto", "Cottyto", "Cottytus"), una diosa adorada con mucha festividad por las tribus tracias como los edones en el festival Cotyttia[6]. En la Atenas clásica existía un culto a Cottyto. Según fuentes griegas, sus sacerdotes eran llamados bautizos o "lavanderos" porque sus ritos de purificación previos a la adoración implicaban el baño. Su culto incluía orgías de medianoche. Se cree que su nombre significaba "guerra, matanza", parecido al nórdico antiguo Höðr "guerra, matanza".[6]
- Plistoro, a los que se sacrificaban los prisioneros de guerra.[7][8]

Varias deidades tracias muestran una estrecha analogía con el culto griego de Dioniso, Orfeo y Perséfone (los misterios dionisíacos):
- Bendis era una diosa tracia de la luna y la caza [9] a la que los griegos identificaban con Artemisa, y por lo tanto con los otros dos aspectos de las antiguas diosas minoicas, Hécate y Perséfone.
- Zemelā es probablemente un cognado de la diosa de la Tierra protoindoeuropea Dhéǵhōm, parecida a la Žemyna lituana y a la letona Zemes Māte, ambas diosas de la "Madre Tierra".[10][11]

Los teónimos dacios conocidos incluyen:
- Zalmoxis, identificado por algunos con el dios del trueno Gebeleicis,[12] un importante dios de los dacios Thurston Peck, Harry (1898). Harpers Dictionary of Classical Antiquities (en inglés)., y los tracios.[12]
- Derzelas (también "Darzalas") era un dios ctónico de la salud y la vitalidad del espíritu humano.

Kogaionon era el nombre de una montaña sagrada de los dacios.